# Султанмурат Дюскеев
Султанмурат Дюскеев (баш. Солтанморат Дүскәев), встречаются также написания Султан-Мурат и Салтанмурат (ум. 1739, Ургенч) — один из предводителей Башкирских восстаний в 1735—1740 годах, башкирский старшина Юрминской волости Сибирской дороги и один из верных сподвижников Акая Кусюмова.

## Биография
В конце мая — начале июня 1735 года Оренбургская экспедиция получила послание от башкир, собравшихся под Уфой (численностью около 500 человек): вождями башкир были Кильмяк Нурушев, Акай Кусюмов, Гумяр Туктаров, Масагют, Султанмурат, которые выступали против строительства Оренбурга. Два посланца из Раевского и Чесноковки были отправлены к И. К. Кирилову, однако их бросили в тюрьму, где после пыток один из них умер. Уфимские власти приказали схватить бунтовщиков, что привело к началу Башкирского восстания — лидеры восстания считали, что после присоединения Башкирии к России права башкир стали ущемляться. Султанмурат Дюскеев был одним из зачинщиков восстания и участвовал в боях за Мензелинск, Заинск и Новошешминск против гарнизона Оренбурга в июле 1735 года. Начальнику Башкирской комиссии генералу А. И. Румянцеву было поручено подавить восстание и расправиться с зачинщиками:

... казнить смертию, а других в ссылку сослать, а не свобождать; а пущих заводчиков, хотя они и отпущении получили — Акая, Кильмяка, Бепеня, Мясегута, Умира, Ишалю, Салтан-Мурата, по причинам партикулярных дел, одного по другом забрав, жестокою казнить смертию.

Во второй половине июня 1736 года в Юрматынской волости собралось около 8 тысяч человек во главе с Кильмяком Нурышевым. Султанмурат отправился для переговоров с А. И. Румянцевым и был арестован. Башкиры требовали освободить своего представителия, угрожая атаковать войска Румянцева. Генерал отправил Румянцева к Кильмяку Нурышеву с предложением сдаться, но тот отклонил призыв и 29 июня атаковал войска Румянцева. В бою участвовали Султанмурат Дюскеев и Абдулла Акаев, которые возглавили борьбу башкир Казанской дороги. В сентябре 1736 года Румянцев был смещён с поста главы Башкирской комиссии, и Дюскеев обратился за помощью к казахам Средней орды (Среднего жуза), но получил отказ. Комиссия же не собиралась идти на переговоры с восставшими башкирами.
В марте 1737 года прошли несколько курултаев представителей Ногайской дороги, в которых участвовал и Султанмурат Дюскеев. На курултае было принято решение снова обратиться за помощью к казахам Средней орды и продолжить восстание. Султанмурат был направлен с 12 башкирскими делегатами к казахам. Царские власти тем временем безуспешно пытались добиться выдачи Султанмурата, а казахи отправили всего 800 человек восставшим, которые находились где-то под Уфой. 13 июня 1737 года генерал Л. Я. Соймонов обратился к хану Младшего жуза Абулхаиру с просьбой выдать Султанмурата, но получил отказ. На время в 1738 году Султанмурат вернулся в Башкортостан на 4 месяца, где собрал отряд из 400 башкир. Они отправились в Среднюю орду, но из-за нападений кочевников и болезней потеряли много людей. В итоге Султанмурат вернулся в Среднюю орду, где и остался жить у Барак-султана.
Дальнейшая судьба Султанмурата неизвестна: согласно экстракту Башкирской комиссии от 28 сентября 1739 года, Султанмурат зимой 1739 года отправился в Ургенч, но погиб:

Главной вор башкирец Салтан-Мурат жительство имел в улусах у Барак-салтана, от коего при окончании прошлой зимой поехал было... город и орду ж Ургенис для торгу, токмо в пути ево убила лошадь до смерти.

Сын Султанмурата, ушедший также к казахам после неудачного восстания, был продан казахами в Ташкент.